# Aston-on-Trent
Aston-on-Trent – wieś w Anglii, w hrabstwie Derbyshire, w dystrykcie South Derbyshire. Leży 10 km na południowy wschód od miasta Derby i 173 km na północny zachód od Londynu. W 2001 miejscowość liczyła 1920 mieszkańców.